# Gustavsruh (Gerswalde)

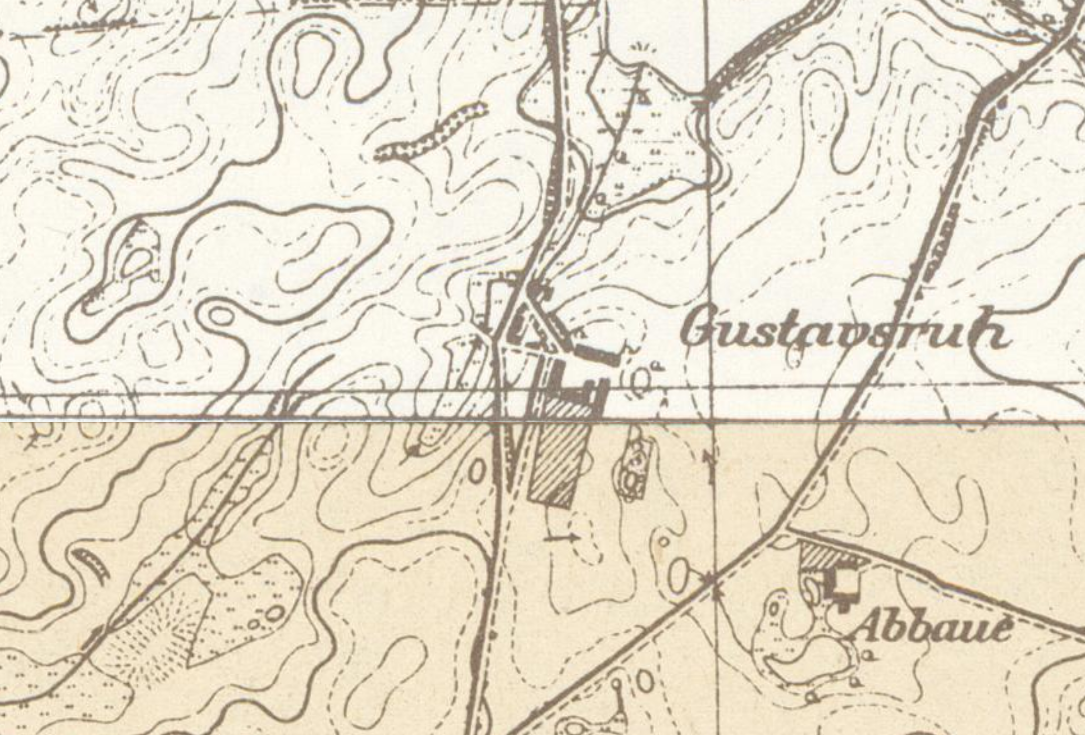
Gustavsruh auf den Messtischblätter 2748 Hassleben von 1882 und 2848 Gerswalde von 1882 kombiniert

Gustavsruh ist ein Gemeindeteil von Gerswalde im Landkreis Uckermark (Brandenburg). Das Gut wurde zwischen 1826 und 1830 angelegt.

## Lage
Gustavsruh liegt knapp vier Kilometer Luftlinie nordöstlich von Gerswalde. Der Ort ist über eine kleine Verbindungsstraße von Gerswalde nach Pinnow zu erreichen. Er liegt nur 300 m vom Südende des Pinnower Sees entfernt auf etwa 53 m ü. NHN.

## Geschichte
1820 kaufte Rittergutsbesitzer Gustav von Holzendorf von Pinnow zwei Bauernhöfe in Kaakstedt auf. Durch eine Spezialseparation wurden diese Flächen vereinigt und an die Grenze zu Pinnow verlegt. Im Urmesstischblatt Nr. 2748 Hassleben von 1826 ist Gustavsruh noch nicht verzeichnet, das heißt der Aufbau des Gutes Gustavsruh muss später erfolgt sein. 1830 blieb das Gesuch von Gustav von Holzendorf um die amtliche Benennung des neu aufgebauten Gutes in Gustavshöhe ohne amtliche Genehmigung. Danach erscheint der Name Gustavsruh(e), der sich dann rasch einbürgerte. 1841 wurde Gustavsruh an einen von Eickstedt verkauft.
1844 wollte dieser von Eickstedt Gustavsruh wieder verkaufen, um es zu parzellieren. Das Gut hatte nach der Verkaufsanzeige eine Gesamtfläche von 728 Morgen. Nach der damaligen Umrechnung von in Preußen gebräuchlichen Morgen wären dies 185,8 ha gewesen.
Nach der Ortschafts-Statistik des Regierungs-Bezirks Potsdam mit der Stadt Berlin von 1861 soll Gustavsruh 1857 benannt worden sein, was nach der Nennung von Gustavsruh bereits im Amtsblatt von 1844 nicht stimmen kann. Damals bestand Gustavsruh aus zwei Wohnhäusern und fünf Wirtschaftsgebäuden und hatte 34 Bewohner. Auf dem Hofgut wurden 12 Pferde, 11 Stück Rindvieh und 550 Schafe gehalten. Leider ist keine Gesamtfläche angegeben.
1871 ist Gustavsruh als Ackerhof bezeichnet. In zwei Wohnhäusern lebten 30 Bewohner.
Immerhin eine Erwähnung wert in der Literatur war der Versuch um 1907 Toulouser Gänse in Gustavsruh zu züchten.
1910
1921 war Gustavsruh in den Besitz des Johann Sievert von Gesow (Keesow!) bei Tantow (damals Landkreis Greifenhagen, Provinz Pommern, heute Landkreis Uckermark, Brandenburg) übergegangen. Er hatte das Gut aber an einen Feldt verpachtet. Der Grundsteuerreinertrag war mit 1596 Mark angesetzt. 215 ha Acker, 14 ha Wiesen, 1 ha Unland, Wege und Gehöfte und 3 ha Wasser. An Nutztieren wurden gehalten 26 Pferde, 78 Stück Rindvieh, davon 50 Milchkühe und 55 Schweine.
Johann Sievert muss das Gut bald darauf verkauft haben, denn in Niekammer's Landwirtschaftliches Güter-Adressbuch der Provinz Brandenburg von 1923 ist bereits Carl Klaue als Besitzer eingetragen. Der Hof hatte 20 Pferde, 78 Stück Rindvieh, davon 50 Milchkühe und 55 Schweine.
1929 war das Gut im Besitz von Carl Klaue. Die Gesamtfläche betrug 234 ha, davon 215 ha Acker, 14 ha Wiesen und 4 ha Wasser. An Tierbestand wird genannt 20 Pferde und 6 Fohlen, 78 Stück Rindvieh, davon 50 Kühe und 55 Schweine. Der Grundsteuerreinertrag war mit 1596 Mark angesetzt. 1928 wurde Carl Klaue zum stellvertretenden Amtsvorsteher des Amtsbezirks Gerswalde ernannt, ein Amt, das er bis 1932 innehatte.
| Jahr      | 1858 | 1871 | 1895  | 1910 | 1925 |
| Einwohner | 34   | 30   | k. A. | 41   | 30   |

In der Bodenreform nach dem Zweiten Weltkrieg wurden in der Gemeinde Kaakstedt insgesamt 494 ha enteignet. Es handelte sich dabei um die drei 1929 genannten großen Güter, darunter Gustavsruh, Plötzensee und ein drittes größeres Gut. Davon wurden 226 ha an landlose Bauern und Landarbeiter, 1 ha an landarme Bauern, 121 ha an 12 Umsiedler, 0,3 ha an nicht landwirtschaftliche Arbeiter, 6 ha Wald an 3 Altbauern, 98 ha an die Gemeinde und 3 ha an die VdgB verteilt.
Schon 1952 bildete sich eine erste LPG Typ I mit 6 Mitgliedern und 55 ha landwirtschaftlicher Nutzfläche. 1960 war diese in eine LPG Typ III übergegangen mit 116 Mitgliedern und 908 ha landwirtschaftlich genutzter Fläche.1661 wurde die LPG Fergitz mit der LPG Kaakstedt vereinigt. 1969 wurde die LPG Pinnow an die LPG Kaakstedt angeschlossen.

## Besitzer des Gutes Gustavsruh (Übersicht)
- 1830 Gustav von Holtzendorf
- 1841 bis 1844 von Eickstedt[1]
- 1857 bis 1866 Lerch
- 1921 Johann Sievert von Keesow bei Tantow[5]
- 1923 bis 1932 Carl Klaue[6][9][10][8]

## Kommunale Geschichte
Gustavsruh gehörte zur Zeit seiner Gründung zum Kreis Templin der Provinz Brandenburg. In der Kreisreform von 1952 wurde der westliche Teil des Kreises als Kreis Gransee abgetrennt, dadurch erhielt der neue Kreis Templin im Bezirk Neubrandenburg der DDR einen völlig anderen Zuschnitt. 1993 wurden die drei uckermärkischen Kreise Angermünde, Prenzlau und Templin zum Landkreis Uckermark vereinigt.
1860 unterstanden Gustavsruh und Plötzensee noch der Polizeiverwaltung des Gutes Neudorf. 1874 gehörte Gustavsruh aber zum Gemeindebezirk Kaakstedt und wurde zusammen mit Kaakstedt und Plötzensee dem Amtsbezirk 4 Gerswalde des Kreises Templin zugewiesen. 1931 und 1950 war es Wohnplatz von Kaakstedt. Kaakstedt wurde 1956 nach Gerswalde eingegliedert, Gustavsruh war dann Ortsteil von Gerswalde. 1965 wurde Kaakstedt wieder verselbständigt, Gustavsruh wurde wieder Ortsteil von Kaakstedt. Kaakstedt bildete 1992 zusammen mit neun anderen Gemeinden die Verwaltungsgemeinschaft Amt Gerswalde. Zum 31. Dezember 2001 schlossen sich die Gemeinden Friedenfelde, Gerswalde, Groß Fredenwalde, Kaakstedt und Krohnhorst zur neuen Gemeinde Gerswalde zusammen. Seither sind Kaakstedt und Gustavsruh Gemeindeteile von Gerswalde.